# Сабина Вајрача
Сабина Вајрача (Бања Лука, 30. мај 1977) је амерички филмски режисер, сценарсиста и филмски продуцент босанскохерцеговачког поријекла. Вајрача је најпознатија по томе што је била режисер и продуцент босанскохерцеговачког документарног филма На пут кући, у туђину из 2005. године.

## Биографија
Сабина Вајрача рођена је у бошњачкој породици у Бањој Луци, која се у то вријеме налазила у Социјалистичкој Федеративној Републици Југославији. У Бањој Луци живјела је све до почетка Рата у Босни и Херцеговини 1992. године. Живот умјетника започела је као пјесник и писац кратких прича, а свој први роман написала је са десет година. Радња романа пратила је дјевојчицу, пса и дјечака који је спасио свијет. Овај роман био је веома популаран међу њеним пријатељима.
До тринаесте године је прочитала све књиге које су биле доступне у њеној локалној дјечјој библиотеци, а убиједила је библиотекара да јој изда чланску карту за одјељење библиотеке за одрасле. Отприлике у то вријеме одлучила је да ће постати филмски режисер. Планирала је да се школује у Прашкој филмској школи и да евентуално освоји Оскара.
Са четрнаест година, када је почео рат у Босни и Херцеговини, напустила је Бању Луку. Наредне двије године провела је у Хрватској. У Хрватској је први пут, са шеснаест година, одгледала прву позоришну представу. Тада је одлучила да жели провести остатак свог живота у позоришту. Прво је почела да пише, оснивајући позоришни часопис Театралије са своја четири пријатеља. Планирала је да похађа Академију драмских умјетности у Загребу и на крају да се запосли у државном позоришту. Двије године касније, 1994. године, напустила је Хрватску, избјегавши у САД.
Њен први филм На путу кући, у туђину премијерно је приказан на Амнести међународном филмском фестивалу и од тада је приказан на више од 30 различитих фестивала и посебних пројекција, као што је Други годишњи фестивал босанскохерцеговачких филмова 2005. године. Приказан је и у Јужноафричкој Републици, Бразилу, Бејруту, Њемачкој, Холандији, Словенији, Канади и САД. Сабина је добитница награде на Кросроудс филмском фестивалу 2006. и Ideas Happen награде 2003. године за најбољу оригиналну идеју.
Тренутно живи у Њујорку.

## Филмографија
| Година    | Назив                                  | Тип                                    | Жанр                  | Трајање             |
| --------- | -------------------------------------- | -------------------------------------- | --------------------- | ------------------- |
| 2005      | Back To Bosnia (На пут кући, у туђину) | дуготражни документарац                | драма                 | 57 минута           |
| 2009      | Emina                                  | тизер трејлер за дугометражни сценарио | драма                 | 70 секунди          |
| 2009      | Apparition                             | кратки филм                            | хорор                 | 13 минута           |
| 2011      | Smoking Kills                          | кратки филм                            | мрачна комедија       | 6 минута            |
| 2012      | Bela Lugosi's Dead                     | музички спот                           |                       | 4 минута            |
| 2012      | Whim                                   | кратки филм                            | напета драма          | 3 минута 50 секунди |
| 2014      | Nyx                                    | кратки филм                            | трилер                | 2 минута 30 секунди |
| 2016      | Hiba                                   | кратки филм                            | драма                 | 7 минута            |
| 2016      | The Fight                              | кратки филм                            | акција                | 2 минута 30 секунди |
| 2017      | Negative Feedback Loop                 | кратки филм                            | драма/авангардни филм | 5 минута 30 секунди |
| 2018      | Callback                               | кратки филм                            | драма                 | 17 минута           |
| TBA       | Lost Children: Kate & Bill             | дугометражни филм                      | драма/мистерија       |                     |
| TBA       | Variables                              | кратки филм                            | драма                 |                     |
| планирано | Summer Abroad                          |                                        | натприродни трилер    |                     |
| планирано | For Buraz                              |                                        | драма/мистерија       |                     |
| планирано | Qualia                                 |                                        | неуронаучна драма     |                     |
| планирано | The Book of Sarah                      |                                        | романтична драмедија  |                     |
| планирано | Max Wakes Up                           |                                        | мрачна комедија       |                     |
| планирано | And Jerry                              |                                        | драма                 |                     |
| планирано | Casualties                             |                                        | акција/трилер         |                     |